# Rhododendron anthopogon
Rhododendron anthopogon är en ljungväxtart som beskrevs av David Don. Rhododendron anthopogon ingår i släktet rododendron, och familjen ljungväxter. Inga underarter finns listade i Catalogue of Life.